# БМК-130М
БМК-130М — буксирно-моторный катер.

Буксирно-моторный катер БМК-130М предназначен для буксировки паромов при устройстве мостовых и паромных переправ, переноса моста на другой створ, забрасывания якорей, для разведки реки и выполнения различных задач при оборудовании и содержании переправ.

Катер создан на базе буксирно-моторного катера БМК-130.

## Техническое описание
На катере установлен двухтактный однорядный судовой двигатель ЯАЗ-204А-ср-2,5 с замкнутой одноконтурной системой охлаждения. Коробка передач заменена на реверс-редуктор. Вместо вентилятора установлен водяной насос.

Реверс-редуктор предназначен для включения гребного винта на передний и задний ход, отключения гребного вала от двигателя и понижения числа оборотов относительно коленчатого вала двигателя. Реверс-редуктор включается тумблером на щитке приборов.

Двигатель и реверс-редуктор размещается открыто в носовой части корпуса, за ними размещены места моториста и его помощника, а также ручной водооткачивающий насос. В корме находятся топливные баки, буксирный трос, ЗИП, спасательный круг, брезентовая кабина.

ДИЗЕЛЬ СУДОВОЙ ЯАЗ-204А-СР-2.5М

Тип - двухтактный, вертикальный, однорядный с прямоточной клапанно-щелевой продувкой, с реверсивно-редукторной передачей.

Мощность номинальная на фланце выходного вала реверс-редуктора на переднем ходу, кВт (л.с.) - 73,6 (100)

Частота вращения коленчатого вала дизеля, об/мин:
- при номинальной мощности - 1900
- при максимальной мощности - 2000
- максимальная на заднем ходу - 1650
- минимально устойчивая на холостом ходу - (400...500)

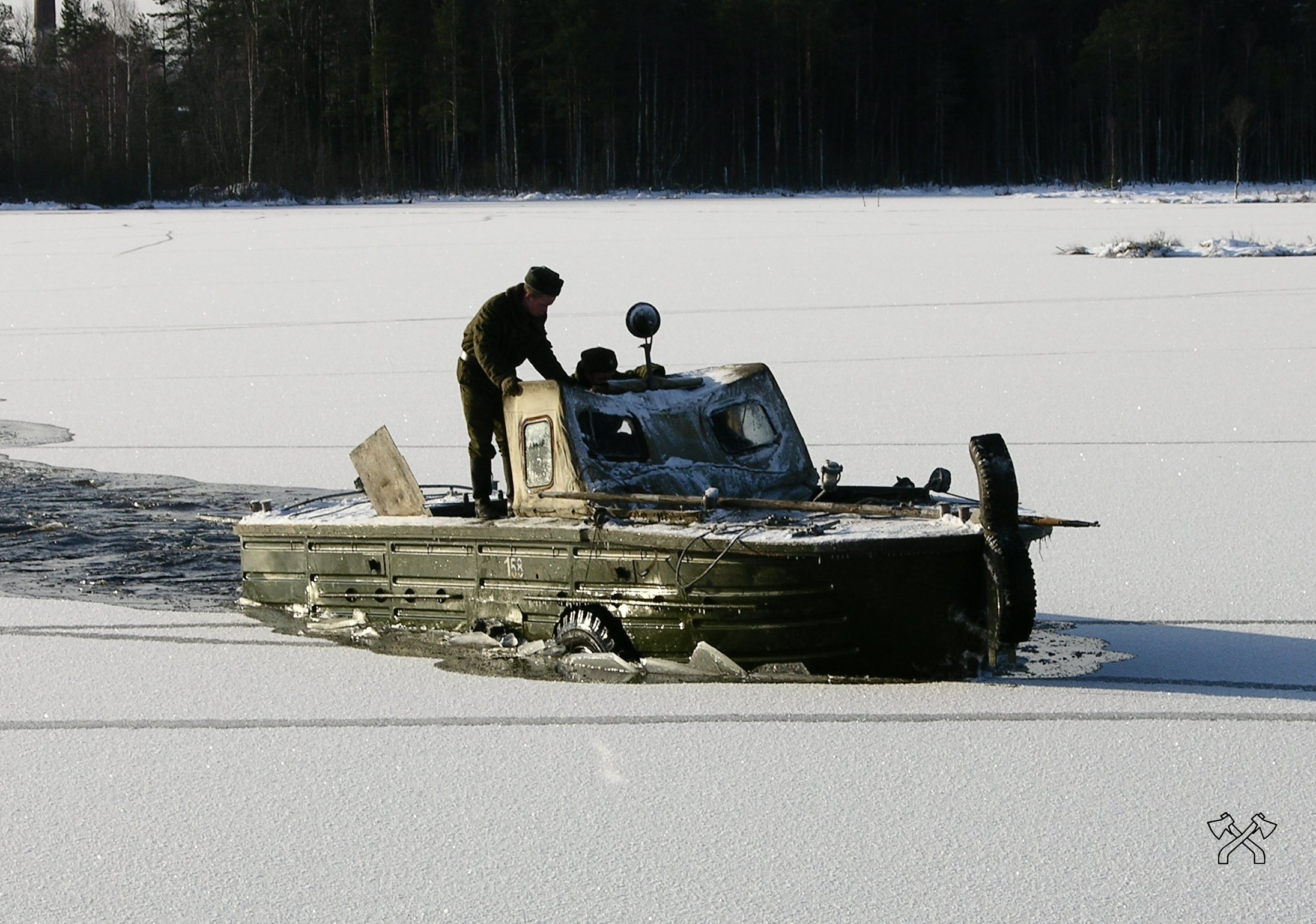
Буксирно-моторный катер БМК-130М

Максимальный крутящийся момент, развиваемый дизелем, Н*м (кгс*м), не менее:
- на переднем ходу - 490 (50)
- на заднем ходу - 294 (30)

Габариты дизеля, мм:
- длина - 1684
- ширина - 981
- высота – 1048

Масса сухая, кг – 950

Удельный расход топлива, г/л.с*ч – 206

Реверс-редуктор – СРРП-50-2,5

Передаточное число редуктора на переднем ходу – 2,485

Передаточное число редуктора на заднем ходу – 2,9

### Эксплуатация (боевое применение)
Катер входил в состав понтонных парков:

ТМП - тяжелый понтонно-мостовой парк

ЛПП - легкий понтонный парк

ТПП - тяжелый понтонный парк

ПМП - понтонно-мостовой парк

ПМП-М - понтонно-мостовой парк

Также катер поставлялся в дорожные войска Тыла ВС, где использовался в тыловых понтонных парках и сваебойно-обстроечных паромах при строительстве высоководных мостов.